# 张伯路
张伯路（1世纪—2世纪）是东汉中期的海盗首领，为中国历史上名字最早被载入史书的海盗。
东汉永初三年（109年）七月，海盗张伯路自称“将军”，聚众3000余人，戴红色头巾，穿深红色衣服，进犯沿海九郡，杀死太守、县令、县长。一开始，朝廷派遣侍御史庞雄监督州郡的士兵攻打海盗，张伯路等请求投降，不久又聚众造反。次年（110年）正月，张伯路与勃海、平原的民变领袖刘文河、周文光等300余人号称“使者”，进攻厌次城，杀死县令和官吏，又攻入高唐，烧毁官寺，释放囚犯。民变首领都自称“将军”，一起朝拜张伯路。张伯路戴五梁冠，佩印绶，势力越发壮大。于是，朝廷派遣御史中丞王宗持符节，调动幽州、冀州诸郡的士兵，共数万人，并任命法雄为青州刺史，与王宗一起讨伐张伯路。官军数次打败海盗，被斩首和溺死的达数百人，剩下的海盗都逃跑了。官军还缴获很多器械、财物。朝廷发来赦诏，但海盗认为官军仍未解除武装，不敢归降。于是，王宗召集刺史、太守共同商议，都以为应当继续攻打海盗。法雄表示反对，认为一旦海盗逃往偏远的海岛，官军在攻打他们就有很大困难，不如赦免他们，解散他们的队伍，再做打算。王宗认为法雄的话有道理，于是撤军。海盗听说后，很高兴，于是归还俘获的人。唯独东莱郡的士兵没有解除武装，海盗惊恐，遂逃往辽东，住在海岛上。永和五年（111年）春，海盗缺少食物，再次到东莱军劫掠，法雄率领郡兵打败海盗，海盗逃回辽东，辽东人李久等人一起平定海盗，于是州里安定下来。